# آنجلا خیمنز
آنجلا خیمنز، ملقب به ستوان آنجل (زاده ۱۸۸۶، در جالاپا دل مارکز) در دوران انقلاب مکزیک، یک سولدادرا (زن مبارز) بود. او وظایف مختلفی مانند پرچمدار، جاسوس و گاهی آشپزی را انجام می‌داد. او همچنین متخصص مواد منفجره بود.
آنجلا ایالت اوآخاکا را ترک کرد و در مرکز و شمال کشور همراه با ویلایست‌ها و زاپاتیست‌ها جنگید.

## زندگی‌نامه
مادر خیمنز یک زاپوتک و پدرش یک اسپانیایی بود. برخی منابع نشان می‌دهد که وی دارای موقعیت سیاسی در شهر تیوانتپک بوده‌است. برخی دیگر می‌گویند که این پدر او بوده‌است که آن مقام را داشته‌است.
در سال ۱۹۱۱، سربازان دولتی خانه خیمنز را برای یافتن شورشیان جستجو کردند. آنها سعی کردند به خواهرش تجاوز کنند، که او ابتدا با تپانچه سربازان را کشت و سپس به خودش شلیک کرد. پس از مشاهده این موضوع، آنجلا خیمنز قسم خورد که دولتی‌ها را بکشد. او لباس مردانه پوشید و خود را آنجل نامید.
او به همراه پدرش به انقلاب مکزیک پیوست و با وجود آنکه همکارانش می‌دانستند که او یک زن است، به درجه ستوانی رسید.
آنجلا بعد از آنکه مورد اصابت گلوله قرار گرفت ارتش را ترک کرد. او به تگزاس و سپس به کالیفرنیا مهاجرت کرد، جایی که یکی از بنیانگزاران سازمان «جانبازان انقلاب» در آنجا بود (۱۹۱۰–۱۹۲۰). در آمریکا او همچنین مدافع حقوق آمریکایی‌های مکزیکی‌تبار بود.
گفته می‌شود زندگی انقلابی او الگویی بود که النا پونیاتوسکا برای ترسیم شخصیت حسوسا پالانکرس در "Hasta no verte Jesús mío" (تا من تو را نبینم، عیسای من) استفاده کرد.
بنا به قولی آنجلا در سال ۱۹۹۰ درگذشت.